# Statilia nemoralis
Statilia nemoralis är en bönsyrseart som beskrevs av Henri Saussure 1870. Statilia nemoralis ingår i släktet Statilia och familjen Mantidae. Inga underarter finns listade i Catalogue of Life.